# Corneliu Dan Georgescu
Corneliu Dan Georgescu (n. 1 ianuarie 1938, Craiova, județul Dolj) este un compozitor și etnomuzicolog român.

## Biografie
S-a născut la data de 1 ianuarie 1938 în orașul Craiova, județul Dolj.
Studiile muzicale le-a început la Școala Populară de Artă din Craiova (1952–1956), cu Mihail Bîrcă (teorie-solfegiu), Constantin Baciu (armonie), continuându-le apoi la Conservatorul din București (1956–1961) cu Victor Iusceanu (teorie-solfegiu), Ion Dumitrescu (armonie), Nicolae Buicliu (contrapunct), Tudor Ciortea (forme muzicale), Mihail Andricu, Alfred Mendelsohn și Tiberiu Olah (compoziție), Tiberiu Alexandru (folclor), George Breazul (istoria muzicii).
Între 1962-1980 lucrează, pe rând, ca referent (1962–1967), cercetător științific (1967–1974), cercetător principal (1974-1983), șef de sector (1976–1980) la Institutul de Cercetări Etnologice și Dialectologice din București.
Între 1983-1984 devine redactor la revista „Muzica” din București, iar între 1984-1987 lucrează ca cercetător la Institutul de Istoria Artei al Academiei Române din București. 
Din 1987 trăiește în Germania, la Berlin, devenind cetățean german din 1996. Aici a avut diverse burse, a colaborat la Freie Universität in Berlin (1991-1994). Din 1997 face parte din consiliul de specialitate, cu sarcina tuturor articolelor despre România, al Enciclopediei MGG, Personenteil.
În 1999 a fondat împreună cu dirijorul și organistul Peter Schwarz editura muzicală Docor. În numeroase din cele peste 80 de compoziții ale sale, acesta folosește experiența sa de investigare a arhetipurilor folclorice, de căutare a unor structuri primitive, elementare.

## Realizări
A scris și publicat mai multe articole și studii muzicologice în publicații periodice ale vremii, precum: „Muzica”, „Revista de Etnografie și Folclor”, „Studii de muzicologie”, „Contemporanul”, „Revista română de Istoria Artei”, „Anuarul Institutului de Cercetări Etnologice și Dialectologice” etc. 
A susținut concerte-lecții, conferințe, comunicări la sesiuni științifice, seminarii, congrese în țară și străinătate (Cehoslovacia, Bulgaria), a redactat emisiuni de radio și televiziune, a participat în jurii la concursuri de folclor, creație, muzicologie. 
A realizat culegeri și transcrieri de folclor. De asemenea, a întreprins călătorii de documentare în Polonia, URSS, Olanda, Germania.
Este membru la International Council for Traditional Music (1971) și European Seminar for Ethnomusicology (1980). A colaborat la enciclopedii (MGG), dicționare, lexicoane.

## Distincții
A fost distins cu premiul Uniunii Compozitorilor pentru muzicologie (1969) și compoziție (1969, 1970, 1978, 1983, 1984), premiul Radioteleviziunii Române (1974), premiul „George Enescu” al Academiei Române (1974).

## Lucrări

### Cărți
- Melodii de joc din Oltenia, București, Editura Muzicală a Uniunii Compozitorilor, 1968, 200 p.
- Jocul popular românesc: Tipologie muzicală și corpus de melodii instrumentale, Colecția Națională de Folclor, București, Editura Muzicală, 1984, 646 p.
- Repertoriul pastoral. Semnale de bucium: Tipologie muzicală și corpus de melodii, Colecția Națională de Folclor, București, Editura Muzicală, 1987, 261 p.

### Studii și articole
Revista de Etnografie și Folclor (REF)
- „Hăulitul în Oltenia subcarpatică” în REF, tomul 11, nr. 4, 1966
- „Elemente structurale în melodiile de joc făgărășene” în REF, tomul 12, nr. 5, 1967
- „Contribuție la studiul formei libere” în REF, tomul 13, nr. 4, 1968
- „Elemente de funcționalism în melodica de joc oltenească” în REF, tomul 14, nr. 2, 1969
- „Sensul valorificării folclorului în creația compozitorilor români contemporani” în REF, tomul 16, nr. 5, 1971
- „Probleme ale clasificării melodiilor instrumentale de joc” în REF, tomul 20, nr. 1, 1975
- „Considerații asupra definirii specificului național în cultura muzicală românească” în REF, tomul 22, nr. 1, 1977
- „Cu privire la definirea sistemelor melodice” în REF, tomul 26, nr. 2, 1981

Revista Muzica
- „Valori și tendințe în muzica românească” în Muzica, 1967
- „Asimilarea tradiției și spiritul creator” în Muzica, nr. 3, 1971
- „O noțiune cu înțelesuri profunde: libertatea de creație” în Muzica, nr. 4, 1972
- „Unele aspecte ale diversității culturii românești contemporane” în Muzica, nr. 2, 1973
- „Probleme ale clasificării melodiilor de joc instrumentale” în Muzica, nr. 1, 1975
- „R. P. Bulgaria. Primul Atelier internațional de compoziție - muzică tradițională, folclor și metode moderne de compoziție” în Muzica, nr. 11, 1977
- „Contribuție la definirea noțiunii de «sistem melodic»” în Muzica, nr. 11-12, 1979

Anuarul I.C.E.D.
- „Contribuție la definirea noțiunii de «sistem melodic»” în Anuarul I.C.E.D., Seria A, nr. 1, 1979
- „Reflecții asupra evoluției formei muzicale în folclorul românesc contemporan” în Anuarul I.C.E.D., Seria A, nr. 3, 1981